# Naxi
Naxi (chiń. 纳西族, Nàxī zú; nazwa własna w języku naxi: ¹na²khi) – grupa etniczna zamieszkująca przedgórze Himalajów na terenie chińskiej prowincji Junnan (głównie powiat autonomiczny Yulong na obszarze prefektury Lijiang) i w południowo-zachodniej części Syczuanu. Uważa się, że Naxi pochodzą z Tybetu i jeszcze do niedawna utrzymywali się ze szlaków wiodących stamtąd do Indii i Chin.
Naxi są zaliczani do 55 oficjalnych mniejszości etnicznych zamieszkujących Chińską Republikę Ludową. Jako ich podgrupę zalicza się mniejszość Mosuo, chociaż zdaniem antropologów ze względu na obyczaje jest ona wyraźnie odrębna od Naxi. Obecnie ich populacja wynosi ok. 278 tys.

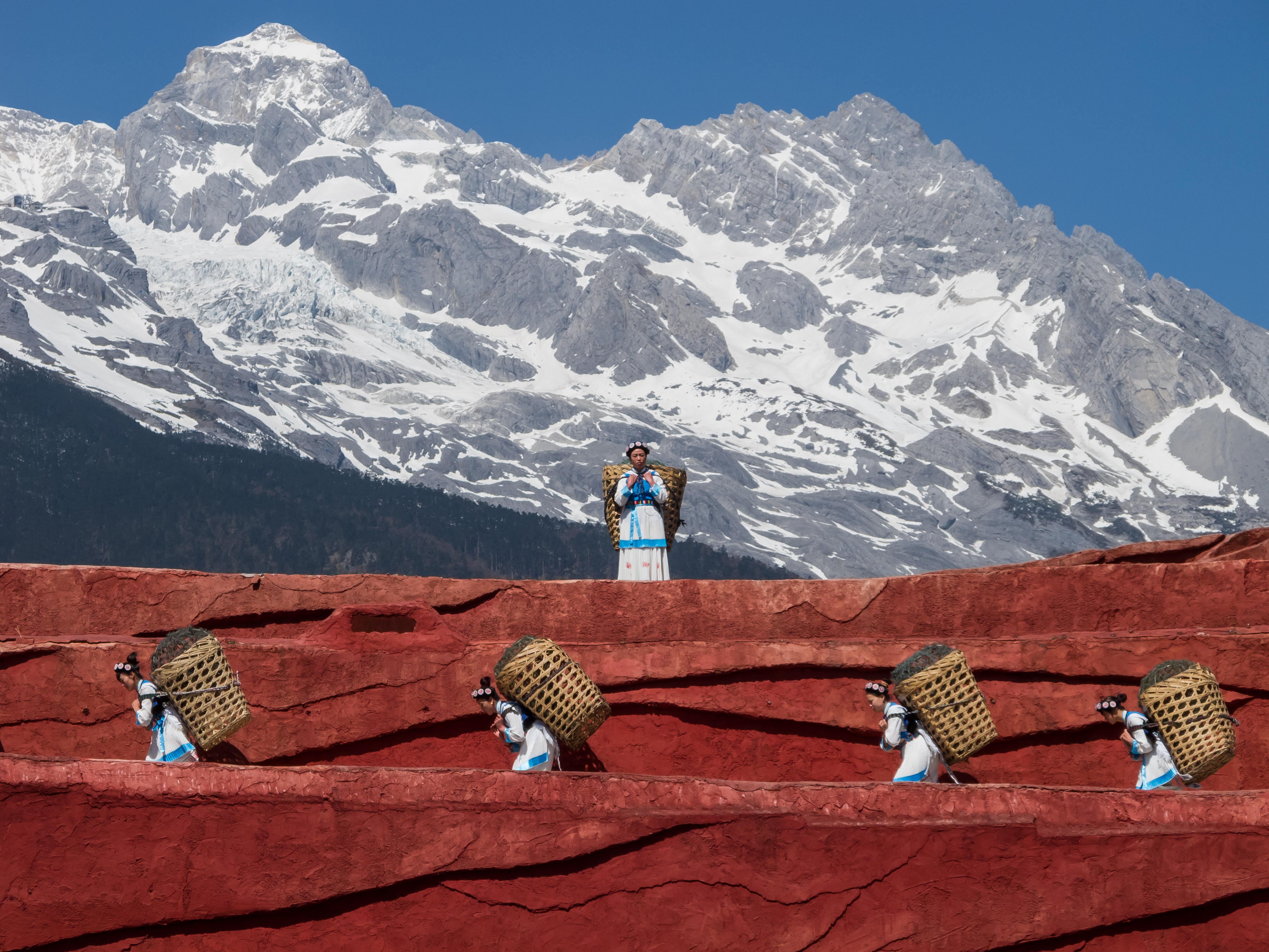
Kobiety z grupy etnicznej Naxi niosące na plecach typowe dla ich regionu kosze. Scena z przedstawienia pod gołym niebem w Lijiang, w prowincji Junnan, w Chinach. W tle masyw Śnieżnej Góry Nefrytowego Smoka.

Pierwszymi, którzy opisali obyczaje Naxi, byli w XX wieku amerykański botanik Joseph Rock oraz rosyjski taoista Peter Goullart.

## Kultura
Naxi posługują się językiem naxi z grupy tybeto-birmańskiej. Posiadają bogatą literaturę (we własnych pismach – obrazkowym dongba i sylabicznym geba), oraz sztukę. Obecnie posługują się alfabetem łacińskim. Tradycja społeczno-polityczna charakteryzująca się silną władzą naczelników i powszechnym systemem niewolniczym jest bardzo stara i sięga I tysiąclecia n.e. W XIII–XVII w. Naxi popadli w zależność od Chin. Dawniej mieli matrylinearny system pokrewieństwa, czego pozostałości są dzisiaj widoczne wśród Mosuo, jednej z podgrup Naxi – głową rodziny jest kobieta, dziedziczy się po matce.

## Religia
W przeszłości byli szamanistami, wykorzystywali podczas swych obrzędów święte pisma obrazkowe. Obecnie wielu wyznaje buddyzm tybetański.